# Marc Harmegnies
Marc R.J.Gh. Harmegnies (Charleroi, 18 februari 1947) was een Belgisch volksvertegenwoordiger.

## Levensloop
Hij is de zoon van senator en minister Lucien Harmegnies, die zijn politieke carrière beëindigde als burgemeester van Charleroi. Van beroep was hij sociaal bemiddelaar. In 1972 werkte hij korte tijd als sociaal adviseur op het Belgische ministerie van Volksgezondheid, waarna hij van 1972 tot 1974 lector was aan het Hoger Instituut voor Sociale Studies in Lubumbashi en van 1975 tot 1976 sociaal adviseur was op het Tunesische ministerie van Onderwijs. Bovendien was hij lid van de raad van bestuur van de Intercommunale voor Ruimtelijke Ordening en Economische en Sociale Ontwikkeling van de Regio's in Oost- en Zuid-Henegouwen.
Marc Harmegnies trad in de politieke voetsporen van zijn vader. Voor de PSB en daarna de PS zetelde hij van april 1977 tot december 1978 in de Kamer van volksvertegenwoordigers, verkozen voor het arrondissement Charleroi. Zo kwam hij ook in de Cultuurraad voor de Franse Cultuurgemeenschap terecht. Hij werd in 1978 niet herkozen, maar was wel eerste opvolger. 
Na de Europese Parlementsverkiezingen in maart 1980 werd hij opnieuw volksvertegenwoordiger, in vervanging van Ernest Glinne, die de Europese zetel verkoos en niet wilde cumuleren. Ditmaal bleef Harmegnies in de Kamer zetelen tot in 1995. Door het toen bestaande dubbelmandaat was hij van 1980 tot 1995 ook lid van de Waalse Gewestraad en van de Raad van de Franse Gemeenschap. In deze laatste assemblee was hij van mei 1988 tot januari 1992 secretaris en van januari 1992 tot mei 1995 derde ondervoorzitter. Voor de verkiezingen van 1995 opteerde Marc Harmegnies voor de Kamerlijst, maar werd niet herkozen. 
Op lokaal niveau was Harmegnies van 1983 tot 2000 gemeenteraadslid van Charleroi.